# Douchy-Montcorbon
Douchy-Montcorbon é uma comuna francesa na região administrativa do Centro-Vale do Loire, no departamento de Loiret. Estende-se por uma área de 50.12 km². Em 2010 a comuna tinha 1 401 habitantes (densidade: 28 hab./km²).
Foi criada em 1 de janeiro de 2016, a partir da fusão das antigas comunas de Douchy e Montcorbon.